# Parco nazionale della Kidepo Valley
Kidepo Valley National Park, situato nell’estremo nord-est, si trova a circa 850 chilometri dalla capitale dell'Uganda Kampala e per raggiungerlo via terra servono due giorni di viaggio con un mezzo fuoristrada. Confina con Sudan e vicino al confine con il Kenya. Nato come “game reserve” è stato dichiarato parco nazionale nel 1962 subito dopo l’indipendenza del paese. 
Meno conosciuto, turisticamente parlando, ma con uno dei più alti gradi di biodiversità del paese. Si estende per 1442 Km2 su un’altitudine compresa tra i 900 ed i 2750 metri e si mostra con la sua savana alberata, la foresta montana e a galleria, piantagioni di palme e alture rocciose. 
È abitato da circa 80 specie di mammiferi tra cui bufali, elefanti, leoni, zebre e struzzi. Unico parco dell’Uganda in cui è possibile avvistare, lo sciacallo, antilopi e gazzelle come l’orice beisa, il Kudu maggiore, la gazzella di Grant, ma anche il caracal e il ghepardo.
Si stanno inoltre reintroducendo giraffe di Rothschild, ed eland.
Al suo interno scorrono due fiumi principali che rimangono secchi in superficie per la maggior parte dell'anno: il Kidepo nel nord ed il Narus nel sud.